# Daniel Morelon

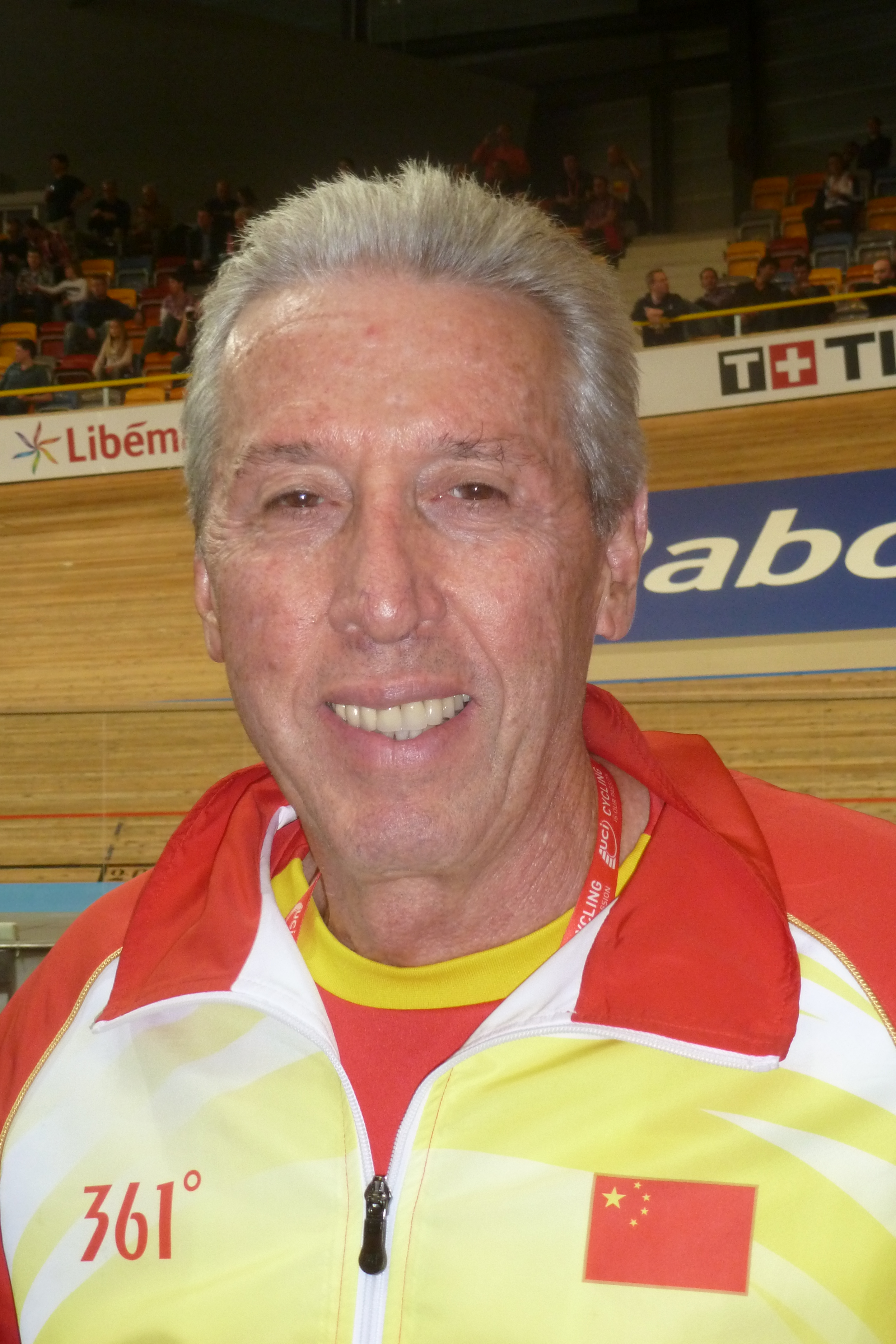
Daniel Morelon (2011)

Daniel Morelon (* 24. Juli 1944 in Bourg-en-Bresse) ist ein ehemaliger französischer Bahnradsportler. Er gewann bei vier Olympiateilnahmen fünf Medaillen, darunter drei goldene.

## Karriere als aktiver Sportler
Er begann 1961 mit dem Radsport und wurde in jenem Jahr beim Finalrennen der französischen Anfängerklasse (Premier Pas Dunlop) Dritter. Morelon gewann 1963 seine ersten internationalen Medaillen, als er bei den Mittelmeerspielen Bronze im Bahnsprint gewann und zusammen mit Pierre Trentin auf dem Tandem zu Silber fuhr. 1964 wurde Morelon erstmals Französischer Meister im Bahnsprint. Bei den Bahn-Weltmeisterschaften gewann er Silber. Bei den Olympischen Sommerspielen 1964 in Tokio gewann Morelon Bronze im Sprint. Mit dem Tandem schieden Morelon und Trentin in den Hoffnungsläufen aus.
1965 gewann Morelon die französische Mannschaftsmeisterschaft im Bahnsprint und wurde im Einzelwettbewerb Dritter bei den Weltmeisterschaften. 1966 wurde Morelon Französischer Meister im Sprint in der Einzelwertung und in der Mannschaftswertung; bis 1977 folgten elf weitere Titel in der Einzelwertung und sieben in der Mannschaftswertung. Bei den Weltmeisterschaften 1966 gewann er den Titel im Sprint und den im Tandem. 1967 folgte Gold im Bahnsprint und Silber mit dem Tandem.
Bei den Olympischen Sommerspielen 1968 in Mexiko-Stadt waren Morelon und Trentin in den Bahnwettbewerben nahezu unschlagbar. Morelon gewann den Sprint, Trentin gewann hier Bronze, siegte aber dafür im 1000-Meter-Zeitfahren, und beide gemeinsam erreichten ihre zweite Goldmedaille auf dem Tandem. In den nächsten drei Jahren gewann Morelon dreimal den Weltmeistertitel im Sprint und dreimal Weltmeisterschaftsbronze im Tandem, wobei 1970 Gérard Quintyn statt Trentin den zweiten Mann gab. Bei den Olympischen Sommerspielen 1972 wurden Trentin und Morelon nur Vierte mit dem Tandem, während Morelon im Sprint seinen Olympiasieg von 1968 wiederholen konnte.
Nachdem Morelon 1973 und 1975 erneut Weltmeister geworden war, erreichte er bei den Olympischen Sommerspielen 1976 zum dritten Mal in Folge das Finale im Sprint. Der Tschechoslowake Anton Tkáč gewann das erste Rennen, Morelon das Zweite. Den dritten Lauf gewann Tkáč, und Morelon erhielt Silber. Morelon gewann nahezu alle Großen Preise im Sprint; beim Grand Prix Kopenhagen gewann er allein in der Zeit von 1964 bis 1975 achtmal. 1970 gewann er den Großen Preis der DDR im Sprint. 1967, 1969 und 1975 siegte er im Grand Prix Amsterdam. Fünfmal siegte er in der traditionsreichen Champion of Champions Trophy, zweimal den Großen Preis von Berlin. 1973 und 1974 gewann er die letzten Austragungen des Grand Prix d’Angers.
1977 gewann Morelon seinen zwölften Meistertitel im Sprint und zum sechsten Mal den Grand Prix de Paris im Sprint. Danach beendete er seine aktive Laufbahn und wurde Nationaltrainer der französischen Sprinter. In der Saison 1980 trat Morelon noch einmal mit dem Rad an, im Mai 1980 erhielt er die Profilizenz. Noch einmal wurde er Französischer Meister im Sprint, und bei der Weltmeisterschaft gewann er zwei Medaillen, Silber im Keirin und Bronze im Sprint.

## Erfolge als Trainer
Als Trainer betreute Morelon ab 1978 die französischen Bahnsprinter; er betreute Félicia Ballanger bei ihren drei Olympiasiegen, und gemeinsam mit Gérard Quintyn führte er die französischen Männer um Florian Rousseau, Laurent Gané und Arnaud Tournant in die Weltspitze. Zusätzlich zu den Olympiasiegen erreichten die von Morelon betreuten Athleten 15 Weltmeistertitel. Neben den zahlreichen sportlichen Erfolgen wurde Morelon auch vom französischen Staat geehrt; er ist Chevalier des französischen Verdienstordens und der Ehrenlegion.
Von 2007 bis 2012 betreute Morelon die chinesische Bahnsprinter-Mannschaft.

## Palmares

### Olympische Spiele
- 1964: Bronze Sprint
- 1968: Gold Sprint, Gold Tandem mit Pierre Trentin
- 1972: Gold Sprint
- 1976: Silber Sprint

### Weltmeisterschaften
- Sprint
  - Gold: 1966, 1967, 1969, 1970, 1971, 1973, 1975
  - Silber: 1964
  - Bronze: 1965, 1980 (1980 als Profi)
- Tandem
  - Gold: 1966 mit Trentin
  - Silber: 1967 mit Trentin
  - Bronze: 1969 mit Trentin, 1970 mit Gérard Quintyn, 1971 mit Trentin
- Keirin
  - Silber: 1980 (als Profi)

### Weitere
- 1972: Frankreichs Sportler des Jahres („Champion des champions“)